# Ovčáry (Kolín)
Ovčáry è un comune della Repubblica Ceca facente parte del distretto di Kolín, in Boemia Centrale.
Le prime prove scritte dell'esistenza di questo insediamento risalgono al 1273.